# Nikolaj Asejev

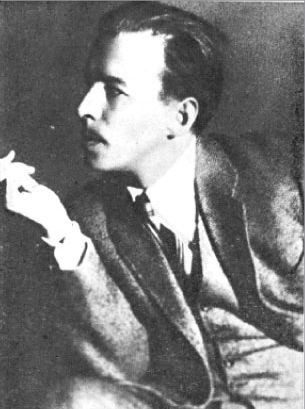
Nikolaj Asejev

Nikolaj Nikolajevitsj Asejev (Russisch: Николай Николаевич Асеев) (Lgov, 9 juli 1889 – Moskou, 16 juli 1963) was een Russisch schrijver, dichter en literatuurcriticus.

## Leven en werk
Asejev was de zoon van een verzekeringsagent in het gouvernement Koersk. Hij publiceerde zijn eerste gedichten in 1913-1914 (later verzameld in de bundel Nachtfluit), onder invloed van de futuristen Velimir Chlebnikov en vooral Vladimir Majakovski, zijn uiteindelijke leermeester. Na de Russische Revolutie werd hij ook lid van de mede door Majakovski opgerichte marxistische kunstgroepering LEF. In die periode schreef hij een hymne op Semjon Boedionny, held van de Burgeroorlog en zijn populaire Boedionny-mars. Met zijn poëem De 26 commissarissen van Bakoe bedreef hij agitatielyriek à la Majakovski.
Na de jaren twintig conformeerde Asajev zich in belangrijke mate aan de partijlijn, schreef hij vooral beschouwende lyriek en werd in die periode gerekend tot de stroming van het sociaal realisme. Hij bleef echter intensief experimenteren, hetgeen hem regelmatig het verwijt opleverde een formalist te zijn.
In de laatste periode van zijn leven, na de dood van Jozef Stalin, sloeg Asejev een meer onafhankelijke weg in en schreef hij vooral over de ontberingen van het Russische volk tijdens de Tweede Wereldoorlog.
Arsejev won in 1941 de Stalinprijs voor zijn gedicht ‘Majakovski begint’. Ook ontving hij de Leninorde.

## "Rijmpje"
Ik kan niet leven zonder jou,

adem bij regen dorre lucht,

ik voel in juli winterkou

en Moskou lijkt wel een gehucht.
De tijd verbrokkeld, neemt geen end,

met ieder uur gaan jaren heen;

zelfs het azuren firmament

lijkt zonder jou gemaakt van steen.
Of men mij liefheeft of veracht -

het maakt me zonder jou niet uit.

Niets is er nog waarop ik wacht,

behalve op jouw stemgeluid.
(vertaling: Peter Zeeman)